# Sissi – Az ifjú császárné
A Sissi – Az ifjú császárné (vagy Sissi 2. – Sissi, az ifjú császárné, eredeti címén Sissi – Die junge Kaiserin) 1956-ban bemutatott német–osztrák filmdráma, melynek írója és rendezője Ernst Marischka. A főszerepben Romy Schneider és Karlheinz Böhm látható, a további szerepekben Walter Reyer, Vilma Degischer, Magda Schneider, Josef Meinrad és Gustav Knuth. A Sissi-filmtrilógia második része.

## Stáblista[6]
- Rendező, forgatókönyvíró: Ernst Marischka
- Producer: Karl Ehrlich; Ernst Marischka
- Zene: Anton Profes
- Operatőr: Bruno Mondi
- Vágó: Alfred Srp

## Cselekmény[7]
A második rész a házasságkötést követően veszi kezdetét, a családi konfliktus bemutatásával, majd az első magyarországi látogatás, illetve a magyarokkal való kiegyezés és a koronázás eseménysorával zárul.

## Szereplők[6][8]
| Színész         | Szerep                      | Magyar hang      |
| --------------- | --------------------------- | ---------------- |
| Romy Schneider  | „Sissi”, Erzsébet császárné | Györgyi Anna     |
| Karlheinz Böhm  | Ferenc József császár       | Rátóti Zoltán    |
| Walter Reyer    | Andrássy Gyula gróf         | Rubold Ödön      |
| Vilma Degischer | Zsófia főhercegné           | Tóth Judit       |
| Josef Meinrad   | Böckl ezredes               | Tahi Tóth László |
| Magda Schneider | Ludovika hercegnő           | Földi Teri       |
| Gustav Knuth    | Miksa herceg                | Vajda László     |